# 1968 chez Disney
L'année 1968 au sein de la société Walt Disney Productions est surtout une année de continuité mais sans réelle production d'envergure.

## Résumé
Malgré le décès de Walt Disney, fin 1966, les consignes laissées permettent de poursuivre une activité quasi normale. Donn Tatum prend le poste de directeur exécutif de la société Walt Disney Productions tandis que Roy Disney conserve le poste de président du directoire.
La première biographie de Walt Disney écrite par Richard Schickel The Disney Version: The Life, Times, Art and Commerce of Walt Disney est publiée ainsi qu'un long dossier dans l'édition d'avril 1968 du magazine American Heritage (en).
Durant l'année, Sears sponsorise une campagne intitulée « Vote for Pooh » (Voté pour l'ourson) alors que se déroule l'élection présidentielle américaine de 1968.

### Productions audiovisuelles
Au cinéma, une production non Disney se démarque, la comédie musicale Chitty Chitty Bang Bang qui reprend le principe de Mary Poppins (1964) ainsi que ses compositeurs les Frères Sherman. Une autre production non-Disney marque les esprits dans le domaine de l'animation, le film Yellow Submarine d'après et avec la musique des Beatles.
Du côté de Disney la production est faible, le film La Fiancée de papa (1961) ressort au cinéma. Charles Solomon évoque dans The Disney That Never Was la mise en production jusqu'en 1970 d'une adaptation du conte Les Musiciens de Brême avec une sortie prévue après Les Aristochats (1970). Mais le film n'a jamais été achevé. Le moyen métrage Winnie l'ourson dans le vent est récompensé d'un Oscar. À la demande de Walt Disney, le film Winnie l'ourson dans le vent n'a été diffusé qu'en 1969 bien que la production avait débuté longtemps avant sa mort afin d'habitué progressivement le public américain à la franchise Winnie l'ourson.
Les productions pour la télévision sont très nombreuses et Mark Arnold en liste plus d'une quinzaine dont le téléfilm The Treasure of San Bosco Reef ou Pacifically Peeking dont est issue le personnage de Toby Dick (Moby Duck en VO) ou  The Ranger of Brownstone avec l'ours Nicodème. Le personnage de Toby Dick apparaît avant le film en bande dessinée dès mars 1967 dans le Donald Duck #112,.

### Parcs à thèmes et loisirs
Le projet Disney's Mineral King Ski Resort se poursuit avec une date d'ouverture des routes pour l'hiver 1973. De son côté la construction de Walt Disney World avance.

### Autres médias
Disneyland Records publie de nombreux albums en dehors des bandes originales des films comme des livres-audios de Winnie l'ourson, un album pour Gulf Oil, une adaptation de Heidi, un album pour les 40 ans de Mickey Mouse, un album inspiré de l'attraction Enchanted Tiki Room et un autre de It's a Small World. Le label publie aussi Disney Songs the Satchmo Way (en) par Louis Armstrong et  More Jungle Book avec Phil Harris. Ce dernier album comprend des chansons composées par, entre autres Terry Gilkyson, Floyd Huddleston et les frères Sherman, et enregistrées par Phil Harris et Louis Prima pour une éventuelle suite du Livre de la jungle  (1967),.
Phil Harris enregistre aussi un single pour Buena Vista Records avec une nouvelle version de What? no Mickey Mouse?. La chanson originale datait de 1932 et était interprétée par Irving Caesar.
Gold Key Comics poursuit ses publications de comics et publie des one-shots inspiré du Livre de la Jungle, Baloo and the Little Britches et King Louie and Mowgli. La publication Walt Disney Presents Zorro lancée en 1966 s'arrête durant l'année, en mars. En juin 1968, Gold Key lance une nouvelle publication Walt Disney Comics Digest
Publications Gold Key Comics
- Donald Duck
- Mickey Mouse
- Uncle Scrooge
- Walt Disney's Comics and Stories
- The Beagle Boys
- Huey, Duey, Louie Junior Woodchunks
- Chip'n Dale
- Super Goof
- Moby Duck
- Scamp
- Walt Disney Presents Zorro
- Walt Disney Comics Digest

### Futures filiales
Le 1er janvier 1968, le  département américain de la justice annule la fusion ABC-ITT entamée fin 1965.
En janvier 1968, Capital Cities Communications annonce son intention d'acheter le groupe de presse Fairchild Publications pour 37 millions d'USD,, les deux sont basées à New York mais doivent attendre la validation de la FCC.
En juillet 1968, ABC poursuit ses acquisitions dans le domaine des loisirs en ouvrant l'ABC Marine World (en) à Redwood City en Californie, revendu en 1972, détruit après 1986 et devenu le siège social d'Oracle Corporation.
À l'automne 1968, Martin Goodman vend son groupe de presse Magazine Management qui comprend Marvel Comics à la Perfect Film and Chemical Corporation mais en reste l'éditeur en chef jusqu'en 1972.

## Événements

### Janvier
- 1er janvier 1968, le  département américain de la justice annule la fusion ABC-ITT[9]
- 9 janvier 1968, Capital Cities Communications annonce son intention d'acheter Fairchild Publications pour 37 millions d'USD[10].

### Février
- 8 février 1968, Sortie du film Le Fantôme de Barbe-Noire[2],[14]
- 19 février 1968, Décès de Hamilton Luske, animateur et réalisateur[15].

### Mars
- 18 mars 1968, Création de la coopérative de crédit Partners Federal Credit Union
- 21 mars 1968, Sortie du film The One and Only, Genuine, Original Family Band[16],[17]

### Mai
- 22 mai 1968 : Création de la Santa Rosa Land Company future Walt Disney Travel Company[18]

### Juin
- 26 juin 1968, Sortie du film Frissons garantis aux États-Unis[19],[20]

### Juillet
- juillet 1968, ABC poursuit ses acquisitions dans le domaine des loisirs en ouvrant l'ABC Marine World (en) à Redwood City en Californie[12]

### Octobre
- 6 octobre 1968 : Sortie nationale du film Le Plus Heureux des milliardaires en France
- 7 octobre 1968 : La chaîne WBKB-TV à Chicago détenue et opérée par ABC est renommée WLS-TV[21]

### Décembre
- 4 décembre 1968, sortie nationale du film Le Livre de la jungle en France
- 20 décembre 1968, 
  - Sortie du moyen métrage Winnie l'ourson dans le vent aux États-Unis
  - Sortie du film Le Cheval aux sabots d'or aux États-Unis[22]
- 24 décembre 1968, Sortie limitée du film Un amour de Coccinelle aux États-Unis[23]
- 29 décembre 1968, Décès de Bill Tytla, animateur[24]